# Корфу (град)
Ко̀рфу (на гръцки: Κέρκυρα, Кѐркира) е главен град на остров Корфу, разположен на източния му бряг. Населението му е 28 185 души (2001).
В Корфу се намира катедралата „Свети Спиридон“, в която са мощите на светеца.

## Обект на Юнеско
Градът е избран за обект на световното културно и природно наследство на Юнеско през 2007 г. Основанието за това е, че „този град-пристанище, доминиран от двете крепости от венециански произход, представлява архитектурен ансамбъл със значителна и универсална стойност поради своята автентичност и цялостност“.
Цялостното оформление на фортификациите е запазено и в него се откриват следи от венецианското владение, включително старата цитадела и новото пристанище, а към тях са добавени нововъведенията на британския период. Настоящият им вид е от 19 и 20 век. Градската архитектура строителство има нео-класически характер.

## Приятелски градове
- Асия, Кипър от 1998 г.
- Белград, Сърбия от 2010 г.
- Бриндизи, Италия от 1998 г.
- Верона, Италия от 2000 г.
- Гоулд Коуст, Австралия от 1987 г.
- Ердемли, Кипър от 2001 г.
- Каровиньо, Италия от 2000 г.
- Копер, Словения от 2000 г.
- Крушевац, Сърбия от 1985 г.
- Майсен, Германия от 1996 г.
- Пафос, Кипър от 1992 г.
- Самос, Гърция от 1998 г.
- Саранда, Албания от 2001 г.
- Тройсдорф, Германия от 1996 г.
- Фамагуста, Кипър от 1994 г.
- Янина, Гърция от 2002 г.